# ساليمي
سليمي أو (نقحرة: ساليمي) وعرفها العرب بـ الصنم (بالإيطالية: Salemi)‏ هي بلدية في مقاطعة طرابنش في صقلية الإيطالية.

## السكان
في سنة 1861 بلغ عدد السكان 13٬035 نسمة، وتطور العدد ليصل في سنة 2011 لـ 10٬871 نسمة.
يظهر هذا المخطط البياني تطور النمو السكاني لـ سليمي